# Władysław Stasiak
Władysław Augustyn Stasiak (ur. 15 marca 1966 we Wrocławiu, zm. 10 kwietnia 2010 w Smoleńsku) – polski urzędnik państwowy i samorządowy. W 2007 minister spraw wewnętrznych i administracji w rządzie Jarosława Kaczyńskiego, w latach 2007–2009 szef Biura Bezpieczeństwa Narodowego, w latach 2009–2010 szef Kancelarii Prezydenta RP.

## Życiorys
Ukończył w 1984 I Liceum Ogólnokształcące we Wrocławiu. W 1981 był zaangażowany w działalność Uczniowskiego Komitetu Odnowy Społecznej (UKOS).
W 1989 ukończył historię na Uniwersytecie Wrocławskim. W trakcie studiów był zaangażowany w działalność opozycyjną. Należał do Niezależnego Zrzeszenia Studentów. Uczestniczył w strajkach studenckich na Uniwersytecie Wrocławskim w 1988 i 1989 (pełnił funkcję szefa straży porządkowej strajku). W latach osiemdziesiątych należał do Klubu Inteligencji Katolickiej we Wrocławiu.
W latach 1988–1989 był redaktorem i wydawcą pisma drugiego obiegu „Wichrzyciel”. W latach 1989–1990 zaangażowany w działalność Komitetu Obywatelskiego we Wrocławiu.
W 1989 został asystentem w katedrze historii starożytnej Instytutu Historii Uniwersytetu Wrocławskiego. W latach 1989–1990 był redaktorem pisma „Wyzwanie. Pismo Ruchu Młodych Katolików «U Siebie»”.
Współtworzył wrocławskie struktury Porozumienia Centrum, był członkiem zarządu wojewódzkiego tej partii. W latach 1991–1993 odbył studia w Krajowej Szkole Administracji Publicznej. W międzyczasie w 1992 odbył staż w dyrekcji generalnej francuskiej policji w Ministerstwie Spraw Wewnętrznych. Był absolwentem pierwszego rocznika KSAP.
W latach 1993–2002 pracował w Najwyższej Izbie Kontroli, m.in. jako wicedyrektor Departamentu Obrony Narodowej i Bezpieczeństwa Wewnętrznego. Od listopada 2002 pełnił funkcję zastępcy prezydenta m.st. Warszawy Lecha Kaczyńskiego, odpowiedzialnego za sprawy ochrony ładu, porządku i bezpieczeństwa publicznego, działalność Straży Miejskiej oraz ewidencję ludności, ochronę zdrowia, sport i kulturę fizyczną.
Od 2 listopada 2005 do 31 maja 2006 zajmował stanowisko podsekretarza stanu w Ministerstwie Spraw Wewnętrznych i Administracji, odpowiedzialny za nadzór nad Policją, Strażą Graniczną i Biurem Ochrony Rządu. Następnie był sekretarzem stanu w tym resorcie do 24 sierpnia 2006, kiedy to objął urząd szefa Biura Bezpieczeństwa Narodowego i sekretarza Rady Bezpieczeństwa Narodowego.
Od 8 sierpnia 2007 do 16 listopada 2007 był ministrem spraw wewnętrznych i administracji w rządzie Jarosława Kaczyńskiego. 19 listopada 2007 ponownie został szefem BBN. 15 stycznia 2009 odwołano go z tego stanowiska. Jednocześnie otrzymał nominację na zastępcę szefa Kancelarii Prezydenta RP. 27 lipca 2009 został powołany na stanowisko szefa Kancelarii Prezydenta RP, zastąpił na tym urzędzie Piotra Kownackiego.
Zginął 10 kwietnia 2010 w wyniku katastrofy polskiego samolotu Tu-154M w Smoleńsku w drodze na obchody 70. rocznicy zbrodni katyńskiej. 20 kwietnia 2010 został pochowany w Kwaterze Smoleńskiej na Cmentarzu Wojskowym na Powązkach w Warszawie. Jego ciało zostało ekshumowane 29 czerwca 2017 w związku z prowadzonym w Prokuraturze Krajowej śledztwem w sprawie katastrofy smoleńskiej.
W 2010 jego imieniem nazwano jedną z sal w Krajowej Szkole Administracji Publicznej. Poświęcono mu tablice przy wejściu do Instytutu Historycznego Uniwersytetu Wrocławskiego (2010) oraz w siedzibie MSWiA, nazywając również jego imieniem salę konferencyjną (2016).

## Życie prywatne
Był synem Janiny Kinasiewicz-Stasiak. Miał żonę Barbarę.

## Odznaczenia i wyróżnienia
- Kawaler Orderu Narodowego Zasługi (Francja, 2007)[14]
- Krzyżem Wielkim Orderu Zasługi (Portugalia, 2009)[15]
- Krzyż Komandorski Orderu Zasługi (Węgry, 2009)[16]
- Krzyż Komandorski z Gwiazdą Orderu Odrodzenia Polski (pośmiertnie, 2010)[17]
- Tytuł honorowego obywatela Wrocławia (pośmiertnie, 2010)[18]
- Tytuł honorowego obywatela Dolnego Śląska (pośmiertnie, 2010)[19]
- Wyróżnienie "Zasłużony dla Warszawy" (pośmiertnie, 2010)[20]
- Honorowa Odznaka GROM (2007)[21]
- Nagroda im. Prezydenta RP Lecha Kaczyńskiego (2011, pośmiertnie)[22]